# Hladkivka, Hola Prîstan
Hladkivka (în ucraineană Гладківка) este localitatea de reședință a comunei Hladkivka din raionul Hola Prîstan, regiunea Herson, Ucraina.

## Demografie
Componența lingvistică a localității Hladkivka
     Ucraineană (87,84%)
     Rusă (10,51%)
     Alte limbi (1,27%)
Conform recensământului din 2001, majoritatea populației localității Hladkivka era vorbitoare de ucraineană (87,84%), existând în minoritate și vorbitori de rusă (10,51%).